# Héraclite et Démocrite (Rubens)
Héraclite et Démocrite est une peinture réalisée par l'artiste flamand Pierre Paul Rubens en 1603 à Valladolid lors du séjour de Rubens en Espagne pour le duc de Lerma. Elle est actuellement conservée au musée national de la sculpture à Valladolid. Le sujet en est les anciens philosophes grecs Héraclite et Démocrite.

### Peinture
- Héraclite et Démocrite (Rubens)
- Démocrite (Vélazquez) ; Démocrite (Ribera) ;

### Philosophie
- Héraclite ; Démocrite

### Musique
- Héraclite et Démocrite (Salieri)